# 清威縣
清威縣，是明代交阯承宣布政使司下轄的一個縣。治所可能在今越南河内市青威縣。

## 沿革
- 永樂五年（1407年）六月癸未置清威縣，屬交州府威蠻州領，設稅課局，並在清威縣清威設河泊所[3]。
- 永樂十三年八月丁亥，革清威稅課局及清威河泊所[4]。
- 永樂十四年(1416年)五月丙午，設清威縣醫學、僧會司、道會司[5]。
- 永樂十七年秋九月丙辰，省入威蠻州[6]。